# STMPD RCRDS
STMPD RCRDS (pronunciado Stamped Records) es una compañía discográfica independiente de música electrónica fundada en 2016 por el reconocido DJ neerlandés Martin Garrix.
Martin Garrix anunció por primera vez que estaba creando su propio sello discográfico en un programa de televisión holandés y en su miniserie de YouTube, The Martin Garrix Show. Esta noticia llegó rápidamente después de que Garrix dejó Spinnin' Records y MusicAllStars Management el 27 de agosto de 2015. La separación fue por un desacuerdo entre Garrix y  Spinnin' sobre los derechos de propiedad de su música.
El nombre del sello se debe a que Gerard Garritsen, el padre de Martin posee una compañía de sellos postales (estampillas).
El sello se dio a conocer el día 4 de marzo de 2016, con un teaser del sencillo "Now That I've Found You" de Martin Garrix junto al cantante John Martin y el compositor Michel Zitron, la canción fue lanzada una semana después, el 11 de marzo de 2016.

## Artistas
- AREA21
- Aspyer
- Badflite
- Bart B More
- BeauDamian
- Bleu Clair
- Blinders
- Raff
- Brooks
- CMC$
- Crime Zcene
- Curbi
- DubVision
- Drove
- Dyro
- Eauxmar
- Florian Picasso
- Infuze
- Josh Charm
- Julian Jordan
- Justin Mylo
- Loopers
- Martin Garrix (Fundador)
- Matisse & Sadko
- Matt Nash
- Michael Amani
- NØ SIGNE
- Nuzb
- Osrin
- Pontifexx
- Seth Hills
- Silque
- The Subculture
- Todd Helder
- TV Noise
- Will K

## Lanzamientos

### Extended Play y Álbumes

#### 2016
| Artista                    | Título                              | Fecha           | Comentario |
| -------------------------- | ----------------------------------- | --------------- | --- |
| Martin Garrix              | "Seven"                             | 28 de octubre   | Incluye: "WIEE" con Mesto, "Sun Is Never Going Down" con Dawn Golden, "Spotless" con Jay Hardway, "Hold On & Believe" con The Federal Empire, "Welcome" con Julian Jordan, "Together" con Matisse & Sadko y "Make Up Your Mind" con Florian Picasso. |
| Martin Garrix & Bebe Rexha | "In The Name of Love" (The Remixes) | 11 de noviembre | Incluye remixes de: Snavs, The Him y DallasK. |

#### 2017
| Artista                      | Título                                                            | Fecha           | Comentario |
| ---------------------------- | ----------------------------------------------------------------- | --------------- | --- |
| Martin Garrix & Dua Lipa     | "Scared to Be Lonely" (The Remixes Part. 1)                       | 17 de marzo     | Incluye remixes de:Brooks, DubVision, Zonderling, Alpharock, Funkin Matt, Julien Earle.                                                                                |
| Martin Garrix & Dua Lipa     | "Scared to Be Lonely" (The Remixes Part. 2)                       | 24 de marzo     | Incluye remixes de: Conro, Loopers, Joe Mason, Medasin, Gigamesh, LOUD LUXURY.                                                                                         |
| Crash Land                   | Crash Land (The Remixes)                                          | 6 de junio      | Incluye remixes de: BIJOU, Ye., Rootkit, Sacha Robotti. |
| Martin Garrix & Troye Sivan  | "There For You" (The Remixes)                                     | 18 de agosto    | Incluye remixes de: Araatan, Bali Bandits, Bart B More, Dzeko, Brohug, GOLDHOUSE, King Arthur, Julian Jordan, Madison Mars, Lontalius, LIONE, Vintage Culture & Kohen. |
| CMC$ & Conor Maynard         | "Understand Me" (The Remixes)                                     | 6 de octubre    | Incluye remixes de: Bougenvilla, FANNYPACK, Slashtaq & Roses. |
| Codes                        | "Pleasure"                                                        | 1 de diciembre  | Incluye: "Reality Music", "Pleasure" y "Tap That Ass". |
| Martin Garrix & David Guetta | "So Far Away" (feat. Jamie Scott & Romy Dya) (The Remixes Vol. 1) | 29 de diciembre | Incluye remixes de Blinders, Nicky Romero, BLR, TV Noise, CLIQ y CLIQ Dub.                                                                                             |

#### 2018
| Artista                      | Título                                                            | Fecha            | Comentario |
| ---------------------------- | ----------------------------------------------------------------- | ---------------- | --- |
| Martin Garrix & David Guetta | "So Far Away" (feat. Jamie Scott & Romy Dya) (The Remixes Vol. 2) | 4 de enero       | Incluye remixes de CMC$, Codes, Curbi, Bad Decisions, Osrin.                                                                                             |
| Crash Land                   | "Time Warp" (The Remixes)                                         | 16 de marzo      | Incluye remixes de: Pierce & 2Scoops, Kulkid & Julien Earle.                                                                                             |
| Matisse & Sadko              | "Into You" (feat. Hanne Mjøen) (The Remixes)                      | 23 de marzo      | Incluye remixes de: Silque, Badflite, Damien N-Drix, Antoine Delvig y una versión Acústica.                                                              |
| Goja                         | "Design"                                                          | 20 de abril      | Incluye: "Kumani" con SLVR "Blow Up" y "Do You Know". |
| Bart B More                  | "The Street"                                                      | 8 de junio       | Incluye: "Front 2 Back" y "The Street". |
| VAN DUO                      | "Rotator"                                                         | 29 de junio      | Incluye: "Rotator" y "Rewire". |
| Martin Garrix                | "Ocean" (feat. Khalid) (The Remixes Vol. 1)                       | 20 de julio      | Incluye remixes de: Martin Garrix & Cesqeaux, Bart B More, Cazztek, Todd Helder, Silque, DubVision y Goja.                                               |
| Ibranovski                   | "Ghetto Mainstream 5"                                             | 27 de julio      | Incluye: "Drumstick", "Blue Cheese" y "Snackbox". |
| Martin Garrix                | "Ocean" (feat. Khalid) (The Remixes Vol. 2)                       | 3 de agosto      | Incluye remixes de: Banx & Ranx, VAN DUP, Syn Cole, MYRNE y Holy Goof.                                                                                   |
| EAUXMAR                      | "Tell Me"                                                         | 14 de septiembre | Incluye: "Doux" y "Tell Me". |
| Bart B More                  | "Lights Out"                                                      | 14 de septiembre | Incluye: "Wack" y "Lights Out". |
| Hawksburn                    | "The Way Out"                                                     | 5 de octubre     | Incluye: "Get With You" y "The Way Out". |
| Propane                      | "Jack It"                                                         | 12 de octubre    | Incluye: "Arbusto" y "Jack It". |
| Martin Garrix                | "BYLAW"                                                           | 19 de octubre    | Incluye: "Breach (Walk Alone)" con Blinders, "Yottabyte", "Latency" con Dyro, "Access", y "Waiting for Tomorrow" con Pierce Fulton junto a Mike Shinoda. |
| Promise Land                 | "Blippy"                                                          | 2 de noviembre   | Incluye: "Feel It" y "Blippy". |
| Badflite                     | "I"                                                               | 9 de noviembre   | Incluye: "Pustota", "Smeh" y "Strah". |
| Junior Sanchez               | "Fundamentals"                                                    | 30 de noviembre  | Incluye: "Night By Night" y "Fundamentals". |
| Martin Garrix                | "Dreamer" (feat. Mike Yung) (The Remixes Vol. 1)                  | 7 de diciembre   | Incluye remixes de: Nicky Romero, SLVR y EAUXMAR. |
| CliQ                         | "Clap Clap" (Remixes)                                             | 14 de diciembre  | Incluye remixes de: Gianni Romano & Emanuele Esposito, y WILL K & Jebu.                                                                                  |
| Martin Garrix                | "Dreamer" (feat. Mike Yung) (The Remixes Vol. 2)                  | 28 de diciembre  | Incluye remixes de: Brooks, SLVR e Infunze. |

#### 2019
| Artista             | Título                                | Fecha            | Comentario |
| ------------------- | ------------------------------------- | ---------------- | --- |
| TV Noise            | "Bring It Back"                       | 1 de febrero     | Incluye: "Bring It Back", "Ratata" y "Rhythm" |
| Silque              | "Savage"                              | 21 de marzo      | Incluye: "Savage" y "BLOW" |
| Martin Garrix       | "Summer Days" (Remixes)               | 13 de julio      | Incluye remixes de: Haywyre, Tiësto, Botnek, Lost Frequencies y Junior Sanchez. |
| Cesqeaux            | "XXX"                                 | 25 de julio      | Incluye: "Let Go", "Amsterdam", "Losing Myself" con Perk Pietrek, Ben & Fil y "Breaking Bones". |
| Julian Jordan       | "To The Wire" (Remixes Vol. 1)        | 1 de agosto      | Incluye remixes de: Laszlo y Siks. |
| Julian Jordan       | "To The Wire" (Remixes Vol. 2)        | 14 de agosto     | Incluye remixes de : Crime Zcene y SWACQ. |
| CMC$                | "Time Machine" (Remixes)              | 11 de septiembre | Incluye remixes de: CMC$ & B3RROR y BeauDamian. |
| King Arthur & LöKii | "Friday" (Remixes)                    | 20 de noviembre  | Incluye remixes de: Kevin Aleksander, OKO, Zendlo y un VIP Mix de LöKii. |
| Botnek              | "Funk Accelerator & Gimme That Juice" | 5 de noviembre   | Incluye: "Funk Accelerator" y "Gimme That Juice". |
| Chemical Surf       | "Walking In Chicago & Cheddar"        | 6 de noviembre   | Incluye: "Walking In Chicago" y "Cheddar". |
| Silque              | "Batman & Throw Ya Hands"             | 18 de noviembre  | Incluye: "Batman" y "Throw Ya Hands" |
| Martin Garrix       | "Used To Love" (Remixes)              | 20 de diciembre  | Incluye remixes de: SWACQ, Osrin & Beau Collins y Jimi Hyde. |
| Martin Garrix       | "2019 Remixed"                        | 31 de diciembre  | Incluye remixes de: "No Sleep" con DubVision, "Mistaken" con DRAMA, "Summer Days" con Vintage Culture & Bruno Be, "These Are The Times" con Dyro, "Home" con Silque, "Used To Love" con Bart B More y "Hold On" con Julian Jordan. |

#### 2020
| Artista                   | Título                                                                           | Fecha           | Comentario |
| ------------------------- | -------------------------------------------------------------------------------- | --------------- | --- |
| Dyro                      | "Bombai"                                                                         | 9 de enero      | Incluye "Bombai", "Mind The Grind", "Goliath", "Masquerade" y "Free" con Nigel Hey y Babet.                                                          |
| Pontifexx & Le Dib        | "Feelings" (Remixes)                                                             | 18 de marzo     | Incluye remixes de: Pontifexx, Josh Charm y Different Stage.                                                                                         |
| Chemical Surf             | "Terremoto"                                                                      | 23 de abril     | Incluye: "Terremoto" con Ghabe, "El Tiempo", "Walking In Chicago" con Victor Lou, "Cheddar" con Breaking Beatzz, todas con sus versiones extendidas. |
| Martin Garrix             | "Drown" (Remixes)                                                                | 1 de mayo       | Incluye remixes de: Alle Farben, Matroda, Sidney Samson, Pat Lok y The Subculture.                                                                   |
| Seth Hills                | "Void"                                                                           | 8 de agosto     | Incluye: "Void", "Instinct" con AYOR, "Reware" y "Revelation", todas con sus versiones extendidas.                                                   |
| Martin Garrix             | "Higher Ground" (Remixes)                                                        | 31 de agosto    | Incluye remixes de Ferreck Dawn y DubVision. |
| The Subculture            | "Alive" (Remixes)                                                                | 14 de octubre   | Incluye remixes de Noise Cans y Warren. |
| TV Noise & Dillon Francis | "Festival Bangers For When Festivals Start Again Because There Are No Festivals" | 11 de diciembre | Incluye: "Booty Boost" y "3 Drops Who Cares", todas con sus versiones extendidas.                                                                    |

#### 2021
| Artista         | Título                         | Fecha            | Comentario |
| --------------- | ------------------------------ | ---------------- | --- |
| Julian Calor    | "Moving Forward" (Remixes)     | 7 de enero       | Incluye remixes de Aiobahn y Dyro. |
| Drove           | "Dusk"                         | 8 de enero       | Incluye: "Intro", "Places" con Dillon Francis, "Holding On", "Know" con Ex Love, "Alive Again" y "High On You". |
| NUZB            | "RetroFuture"                  | 17 de febrero    | Incluye: "Get It", "Don't Talk", "No Rush", "Want Your Body" y "Nighttime" |
| Loopers         | "Greed"                        | 21 de mayo       | Incluye: "Greed", "Morning Light" con Iyona, "Duality" con Shairox, "No Lover" con Iyona, "Human Error" y "With You". |
| Aiobahn         | "amnesia" (Remixes)            | 28 de mayo       | Incluye remixes de Tollef, Sanjaux, gyrofield y Groke. |
| Drove           | "Dawn"                         | 11 de junio      | Incluye: "Peace Of Mind", "Keep The Lights On", "Do To Me", "Intoxicated" con Justin Caruso y "Together" con Dillon Francis. |
| Nuzb            | "Stay By Me & Hot Sauce"       | 9 de julio       | Incluye: "Stay By Me" y "Hot Sauce". |
| Drove           | "Dusk Till Dawn"               | 16 de julio      | Incluye: "Intro", "Places" y "Together" con Dillon Francis, "Holding On", "Know" con Ex Love, "Alive Again", "High On You","Peace Of Mind", "Keep The Lights On", "Do To Me" e "Intoxicated" con Justin Caruso.                                  |
| GetGet          | "Can't Take It"                | 30 de julio      | Incluye: "Can't Take It" y "Out Of My Life" |
| Matisse & Sadko | "Heal Me" (Remixes)            | 6 de agosto      | Incluye remixes de Janee, Melarmony y Lorean |
| Nuzb            | "Inception & Distracted"       | 13 de agosto     | Incluye: "Inception" y "Distracted" |
| Seth Hills      | "Solitude" (Remixes)           | 3 de septiembre  | Incluye remixes de Crime Zcene, Vluarr y un VIP edit. |
| Matt Nash       | "Half Human"                   | 3 de septiembre  | Incluye: "Lose It All", "You're Not Alone", "Rooftops" con Leo Stannard, "Losing My Mind", "Midnight" con Lucas Marx, "Now Or Never", "Ready Or Not" con Little Nikki, "Wasted Love" con Mojjo y Lucas Ariel, "Be Here", "Human" y "Other Side". |
| Nuzb            | "Late Night & Walk Away"       | 10 de septiembre | Incluye: "Late Night" con Malarkey y "Walk Away" |
| Silque          | "Faith In You & It Ain't Over" | 24 de septiembre | Incluye: "Faith In You" y "It Ain't Over" |

### Sencillos

#### 2016
| Artista                     | Título                                        | Fecha         |
| --------------------------- | --------------------------------------------- | ------------- |
| Martin Garrix               | Now That I've Found You (feat. John & Michel) | 11 de marzo   |
| AREA21                      | Spaceships                                    | 1 de abril    |
| AREA21                      | Girls                                         | 20 de mayo    |
| Martin Garrix & Third Party | Lions In The Wild                             | 27 de mayo    |
| Martin Garrix               | Oops                                          | 13 de junio   |
| Martin Garrix & Bebe Rexha  | In the Name of Love                           | 29 de julio   |
| LIØNE                       | Leave This Place                              | 28 de octubre |

#### 2017
| Artista                        | Título                                     | Fecha            |
| ------------------------------ | ------------------------------------------ | ---------------- |
| Martin Garrix & Dua Lipa       | Scared to Be Lonely                        | 27 de enero      |
| Martin Garrix & Brooks         | Byte                                       | 7 de abril       |
| Martin Garrix & Dua Lipa       | Scared to be Lonely [Acoustic Version]     | 7 de abril       |
| Crash Land                     | Crash Land                                 | 28 de abril      |
| Martin Garrix & Troye Sivan    | There For You                              | 26 de mayo       |
| CMC$ & Conor Maynard           | Understand Me                              | 16 de junio      |
| AREA21                         | We Did It                                  | 23 de junio      |
| Conro & Disero                 | Like You Love Me (feat. Alice France)      | 30 de junio      |
| Martin Garrix                  | Pizza                                      | 25 de agosto     |
| Arty                           | Supposed To Be                             | 8 de septiembre  |
| Loopers                        | Blaze It Up                                | 22 de septiembre |
| Brooks & GRX                   | Boomerang                                  | 13 de octubre    |
| Martin Garrix, Matisse & Sadko | Forever                                    | 20 de octubre    |
| Crash Land                     | Time Warp                                  | 27 de octubre    |
| LIØNE                          | Adore                                      | 3 de noviembre   |
| Bad Decisions                  | Chills                                     | 10 de noviembre  |
| Blinders                       | Snakecharmer                               | 18 de noviembre  |
| CMC$ & CADE                    | Thinkin’ Bout Myself                       | 24 de noviembre  |
| AREA21                         | Glad You Came                              | 1 de diciembre   |
| Martin Garrix & David Guetta   | So Far Away (feat. Jamie Scott & Romy Dya) | 1 de diciembre   |
| Matisse & Sadko                | Into You (feat. Hanne Mjøen)               | 8 de diciembre   |
| Salvatore Ganacci              | Imagine                                    | 15 de diciembre  |

#### 2018
| Artista                             | Título                                                    | Fecha            |
| ----------------------------------- | --------------------------------------------------------- | ---------------- |
| Todd Helder                         | I Need                                                    | 12 de enero      |
| CMC$                                | Love Parade (feat. Jenny March)                           | 19 de enero      |
| Silque                              | Fête                                                      | 26 de enero      |
| Michael Amani                       | Feels Like I Do (feat. Emilie)                            | 9 de febrero     |
| AREA21                              | Happy                                                     | 9 de febrero     |
| Osrin, Beau Collins & Bright Sparks | Missing                                                   | 16 de febrero    |
| DubVision & Raiden                  | Keep My Light On                                          | 2 de marzo       |
| Focus Fire                          | Dollar (Feat. Blake Rose)                                 | 8 de marzo       |
| Julian Jordan & Alpharock           | Zero Gravity                                              | 16 de marzo      |
| Blinders                            | Okami                                                     | 23 de marzo      |
| Justin Mylo                         | Chasing Shadows                                           | 6 de abril       |
| Badflite                            | Ain't Coming Home                                         | 13 de abril      |
| Martin Garrix & Loopers             | Game Over                                                 | 20 de abril      |
| TV Noise                            | 808                                                       | 27 de abril      |
| Matisse & Sadko                     | Grizzly                                                   | 4 de mayo        |
| Todd Helder                         | Ride It                                                   | 11 de mayo       |
| Blinders                            | Melt (Tasty)                                              | 18 de mayo       |
| CMC$ & Crossnaders                  | Baller                                                    | 25 de mayo       |
| Brooks                              | Lynx                                                      | 25 de mayo       |
| Dyro                                | Bring It Down                                             | 1 de junio       |
| Blinders                            | Melt (Tasty) (Promise Land Remix)                         | 8 de junio       |
| SLVR                                | Childhood                                                 | 15 de junio      |
| Matisse & Sadko                     | Mystery (feat. Swedish Red Elephant)                      | 15 de junio      |
| Martin Garrix                       | Ocean (feat. Khalid)                                      | 15 de junio      |
| Loopers                             | All On You                                                | 18 de junio      |
| Silque                              | Like That                                                 | 22 de junio      |
| TV Noise                            | Weird                                                     | 29 de junio      |
| Dzeko vs Aspyer                     | Try Not To Love You (feat. Matluck)                       | 6 de julio       |
| CliQ                                | Clap Clap                                                 | 13 de julio      |
| Loopers                             | Drummachine                                               | 20 de julio      |
| Taska Black                         | Forever                                                   | 20 de julio      |
| Matisse & Sadko                     | Mystery (feat. Swedish Red Elephant) (Magnificence Remix) | 27 de julio      |
| Osrin & Tom Martin                  | Baller (feat. George Keller)                              | 27 de julio      |
| Martin Garrix                       | High On Life (feat. Bonn)                                 | 29 de julio      |
| Todd Helder                         | Smile                                                     | 3 de agosto      |
| CMC$ & GRX                          | X's (feat. Icona Pop)                                     | 10 de agosto     |
| Martin Garrix                       | Ocean (feat. Khalid) (Don Diablo Remix)                   | 10 de agosto     |
| Martin Garrix                       | Ocean (feat. Khalid) (David Guetta Remix)                 | 17 de agosto     |
| TV Noise                            | Scream                                                    | 17 de agosto     |
| Matisse & Sadko                     | Saga                                                      | 17 de agosto     |
| HL:DR                               | Not Afraid                                                | 24 de agosto     |
| Silque                              | Chasing Love                                              | 31 de agosto     |
| Cazztek                             | Down Like That (feat. Man 3 Faces)                        | 7 de septiembre  |
| Magnificence                        | Closer                                                    | 7 de septiembre  |
| Martin Garrix & Justin Mylo         | Burn Out (feat. Dewain Whitmore)                          | 14 de septiembre |
| Loopers                             | I'm Heavy                                                 | 21 de septiembre |
| VAN DUO                             | Us                                                        | 28 de septiembre |
| Todd Helder                         | Alive                                                     | 28 de septiembre |
| Blinders                            | Leaving                                                   | 28 de septiembre |
| SLVR                                | Feeling (feat. Jimmy Wit An H)                            | 5 de octubre     |
| Julian Jordan                       | Never Tired Of You                                        | 5 de octubre     |
| Infuze                              | Who That (feat. Healthy Chill)                            | 12 de octubre    |
| TV Noise                            | Papi Chulo                                                | 26 de octubre    |
| Martin Garrix                       | Dreamer (feat. Mike Yung)                                 | 1 de noviembre   |
| EAUXMAR                             | Blame                                                     | 2 de noviembre   |
| Loopers                             | Everything Goes Black                                     | 9 de noviembre   |
| VAN DUO                             | Almond                                                    | 16 de noviembre  |
| Todd Helder                         | Worlds                                                    | 16 de noviembre  |
| Julian Jordan                       | Tell Me The Truth                                         | 16 de noviembre  |
| CMC$ & GRX                          | X's (Osrin Remix)                                         | 23 de noviembre  |
| DubVision & Raiden                  | Yesterday                                                 | 23 de noviembre  |
| Ralph Felix & KEV                   | Holding On To You                                         | 30 de noviembre  |
| Dyro & Loopers                      | "I Know U"                                                | 30 de noviembre  |
| Two Pauz                            | Space                                                     | 7 de diciembre   |
| TV Noise & Blinders                 | Fire                                                      | 7 de diciembre   |
| Martin Garrix & Julian Jordan       | Glitch                                                    | 14 de diciembre  |

#### 2019
| Artista                            | Título                                                                  | Fecha            |
| ---------------------------------- | ----------------------------------------------------------------------- | ---------------- |
| CMC$ & GRX                         | X's (Seth Hills Remix)                                                  | 4 de enero       |
| EAUXMAR & Caius                    | Hurt U                                                                  | 18 de enero      |
| Loopers                            | I'm Odd                                                                 | 18 de enero      |
| Matisse & Sadko & Aspyer           | Don't Tell Me (feat. Matluck)                                           | 18 de enero      |
| Ralph Felix & KEV                  | Holding On To You (Ralph Felix Remix)                                   | 24 de enero      |
| Seth Hills                         | Whisper                                                                 | 25 de enero      |
| Todd Helder                        | Deeper                                                                  | 25 de enero      |
| Bart B More                        | Superzoom                                                               | 1 de febrero     |
| Julian Jordan                      | Need You (feat. SMBDY)                                                  | 8 de febrero     |
| Silque                             | I Feel                                                                  | 14 de febrero    |
| Badflite                           | High Love                                                               | 15 de febrero    |
| Martin Garrix                      | No Sleep (feat. Bonn)                                                   | 21 de febrero    |
| Ralph Felix & KEV                  | Holding On To You [Acoustic Version]                                    | 22 de febrero    |
| Dillon Francis & TV Noise          | EDM O' Clock                                                            | 27 de febrero    |
| Bart B More                        | Who U Gonna Call                                                        | 28 de febrero    |
| Ralph Felix & KEV                  | Holding On To You (Jigs Remix)                                          | 1 de marzo       |
| Cazztek & Damien N-Drix            | Thumpin Like                                                            | 1 de marzo       |
| Julian Jordan & Seth Hills         | Backfire                                                                | 7 de marzo       |
| AREA21                             | Help                                                                    | 8 de marzo       |
| Blinders                           | Relieve                                                                 | 8 de marzo       |
| Justin Mylo                        | Not Afraid                                                              | 8 de marzo       |
| EAUXMAR                            | Overrated                                                               | 15 de marzo      |
| BeauDamian                         | New Timeless (feat. Lost Boy)                                           | 22 de marzo      |
| Infuze                             | You Know                                                                | 29 de marzo      |
| Arno Cost & Norman Doray           | Travolta                                                                | 29 de marzo      |
| Martin Garrix & Matisse & Sadko    | Mistaken (feat. Alex Aris)                                              | 31 de marzo      |
| Martin Garrix & Matisse & Sadko    | Mistaken (feat. Alex Aris) (Club Mix)                                   | 31 de marzo      |
| Bart B More                        | Rave Lab                                                                | 5 de abril       |
| Seth Hills & Crime Zcene           | Echo                                                                    | 11 de abril      |
| Cesqeaux, Ben & Fil & Perk Pietrek | Losing Myself                                                           | 12 de abril      |
| EAUXMAR                            | Overrated (VIP Mix)                                                     | 18 de abril      |
| Loopers                            | Feel It                                                                 | 19 de abril      |
| Matisse & Sadko & Robert Falcon    | Another Side (feat. Wrabel)                                             | 19 de abril      |
| Martin Garrix                      | Summer Days (feat. Macklemore & Patrick Stump)                          | 25 de abril      |
| Todd Helder                        | Talking About Me                                                        | 26 de abril      |
| Osrin                              | Not That Complicated (feat. Hilda)                                      | 26 de abril      |
| Silque                             | Tell Me                                                                 | 2 de mayo        |
| TV Noise                           | Lasers                                                                  | 3 de mayo        |
| EAUXMAR                            | Sundown                                                                 | 3 de mayo        |
| Bart B More                        | Hamsterdam                                                              | 10 de mayo       |
| Julian Jordan                      | Oldskool                                                                | 10 de mayo       |
| Seth Hills                         | Infinite                                                                | 17 de mayo       |
| Blinders                           | Higher Needs                                                            | 24 de mayo       |
| Syn Cole & Victor Crone            | Discovery                                                               | 31 de mayo       |
| Bart B More                        | Basslyn                                                                 | 6 de junio       |
| Julian Jordan                      | To the Wire                                                             | 7 de junio       |
| Dyro                               | Bombai                                                                  | 7 de junio       |
| Martin Garrix                      | Summer Days (feat. Macklemore & Patrick Stump) (Haywyre Remix)          | 14 de junio      |
| Junior Sanchez                     | Dancing By Yourself                                                     | 14 de junio      |
| EAUXMAR & Mos Aisley               | DOTS                                                                    | 14 de junio      |
| Martin Garrix                      | Summer Days (feat. Macklemore & Patrick Stump) (Tiësto Remix)           | 21 de junio      |
| Florian Picasso & Echosmith        | But Us                                                                  | 21 de junio      |
| Syn Cole & Victor Crone            | Discovery - Sunrise Mix                                                 | 28 de junio      |
| Martin Garrix                      | Summer Days (feat. Macklemore & Patrick Stump) (Botnek Remix)           | 28 de junio      |
| BeauDamian                         | Missing You                                                             | 28 de junio      |
| TV Noise                           | Rave                                                                    | 28 de junio      |
| Martin Garrix                      | Summer Days (feat. Macklemore & Patrick Stump) (Lost Frequencies Remix) | 5 de julio       |
| Cesqeaux                           | Ámsterdam                                                               | 5 de julio       |
| Bart B More                        | Throwback                                                               | 11 de julio      |
| Martin Garrix                      | Summer Days (feat. Macklemore & Patrick Stump) (Junior Sanchez Remix)   | 13 de julio      |
| Todd Helder                        | Trapped                                                                 | 13 de julio      |
| Martin Garrix                      | These Are The Times (feat. JRM)                                         | 18 de julio      |
| Josh Charm                         | Too Close To Confort                                                    | 19 de julio      |
| Dyro                               | Goliath                                                                 | 19 de julio      |
| Brooks                             | Waiting For Love (feat. Alida)                                          | 26 de julio      |
| Osrin                              | 20 and Lost (feat. ELVIRA)                                              | 2 de agosto      |
| Charmes                            | Bass Down Low                                                           | 7 de agosto      |
| Crime Zcene                        | Lights Out                                                              | 8 de agosto      |
| Aazar & Bellecour                  | Bonaparte                                                               | 9 de agosto      |
| CMC$                               | Time Machine (feat. Happy Sometimes & 5$Shake)                          | 16 de agosto     |
| Dyro                               | Free (feat. Nigel Hey & Babet)                                          | 16 de agosto     |
| Martin Garrix                      | Home (feat. Bonn)                                                       | 16 de agosto     |
| Seth Hills & Loopers               | Out Of Control                                                          | 21 de agosto     |
| Badflite                           | Falling (feat. KEV)                                                     | 22 de agosto     |
| TV Noise                           | Freaky All Night (feat. Dominique Young Unique)                         | 22 de agosto     |
| SWACQ                              | No Strings Attached                                                     | 23 de agosto     |
| King Arthur & LöKii                | Friday                                                                  | 28 de agosto     |
| Infuze                             | Beautiful (feat. Charlie Vox)                                           | 29 de agosto     |
| Brooks & Jonas Aden                | Riot                                                                    | 30 de agosto     |
| Ellis                              | Falling Through (feat. ILY)                                             | 5 de septiembre  |
| Bart B More                        | Come Alive (feat. Moa Lisa)                                             | 6 de septiembre  |
| Julian Jordan                      | Bassline                                                                | 12 de septiembre |
| Matisse & Sadko                    | Doberman                                                                | 13 de septiembre |
| Crime Zcene                        | Breathe                                                                 | 19 de septiembre |
| DubVision                          | Young Money                                                             | 20 de septiembre |
| Seth Hills                         | Rebound                                                                 | 25 de septiembre |
| Loopers                            | Dream Of                                                                | 26 de septiembre |
| Dyro                               | Masquerade                                                              | 27 de septiembre |
| Silque                             | Bad Chick (feat. Kevin Jack)                                            | 2 de octubre     |
| Aevion                             | I Want You                                                              | 3 de octubre     |
| Chemical Surf & Beaking Beattz     | Cheddar                                                                 | 4 de octubre     |
| Josh Charm                         | Cray                                                                    | 9 de octubre     |
| Syn Cole                           | Cool With That (feat. Golden Age)                                       | 11 de octubre    |
| Bart B More                        | House Ain't Giving Up                                                   | 17 de octubre    |
| Pontifexx & Le Dib                 | Feelings (feat. Zeeba)                                                  | 18 de octubre    |
| Cazztek & Dustycloud               | Set It Off (feat. Man 3 Faces)                                          | 23 de octubre    |
| DJ DLG                             | Unify                                                                   | 24 de octubre    |
| Deniz Koyu & Ralph Felix           | Enemy (feat. MPH)                                                       | 25 de octubre    |
| Michael Amani                      | Shifting Gears (feat. Robbie Rise)                                      | 31 de octubre    |
| Martin Garrix & Dean Lewis         | Used To Love                                                            | 31 de octubre    |
| Matisse & Sadko                    | Fade Away (feat. SMBDY)                                                 | 1 de noviembre   |
| TV Noise                           | Mumble                                                                  | 6 de noviembre   |
| Silque                             | Shimmy Shimmy                                                           | 8 de noviembre   |
| Loopers                            | You Want This                                                           | 8 de noviembre   |
| Julian Jordan                      | Next Level                                                              | 15 de noviembre  |
| Botnek                             | Gimme That Juice                                                        | 21 de noviembre  |
| Bart B More & Silque               | What U Know                                                             | 22 de noviembre  |
| Sidney Samson                      | It's About To Go Down                                                   | 28 de noviembre  |
| King Arthur & Kevin Aleksander     | House To Pop                                                            | 29 de noviembre  |
| EAUXMAR & OddKidOut                | Another Like You (feat. Moli)                                           | 4 de diciembre   |
| Aevion & Salena Mastroianni        | Upon On You                                                             | 12 de diciembre  |
| DubVision & Firebeatz              | Lambo                                                                   | 13 de diciembre  |
| Pontifexx & Le Dib                 | Feelings (feat. Zeeba) [Acoustic Version]                               | 19 de diciembre  |
| Seth Hills & Whats Gud             | Pressure                                                                | 20 de diciembre  |
| Martin Garrix, Matisse & Sadko     | Hold On (feat. Michel Zitron)                                           | 27 de diciembre  |

#### 2020
| Artista                             | Título                                                       | Fecha            |
| ----------------------------------- | ------------------------------------------------------------ | ---------------- |
| Josh Charm                          | Trust                                                        | 10 de enero      |
| Zonderling & NØ SIGNE               | Clouds                                                       | 16 de enero      |
| CMC$                                | Stupid Dumb (feat. SVEA)                                     | 17 de enero      |
| TV Noise                            | Turn Up The Bass                                             | 23 de enero      |
| Moksi                               | Fade Away (feat. Haj)                                        | 24 de enero      |
| Eauxmar                             | Nostalgia                                                    | 29 de enero      |
| Chew Fu & Bootsy Collins            | JB's The Man (feat. Rev. Al Sharpton)                        | 30 de enero      |
| Julian Jordan & Daijo               | Oh Lord                                                      | 31 de enero      |
| Loopers                             | Groove Police                                                | 6 de febrero     |
| Cesqeaux & Todd Helder              | Nasa                                                         | 7 de febrero     |
| Justin Mylo                         | I Wanna Fall In Love (feat. Raphaella)                       | 7 de febrero     |
| CMC$                                | Stupid Dumb (feat. SVEA) [Acoustic Version]                  | 12 de febrero    |
| Sidney Samson                       | Laser Rays                                                   | 13 de febrero    |
| Matisse & Sadko                     | Best Thing (feat. Matluck)                                   | 14 de febrero    |
| Martin Garrix                       | Used To Love (feat. Dean Lewis) [Acoustic Version]           | 14 de febrero    |
| AYOR                                | Wanted                                                       | 19 de febrero    |
| The Subculture                      | Holdin' On                                                   | 20 de febrero    |
| Julian Jordan                       | Love You Better (feat. Kimberly Fransens)                    | 21 de febrero    |
| Martin Garrix                       | Drown (feat. Clinton Kane)                                   | 27 de febrero    |
| Chemical Surf                       | El Tiempo                                                    | 28 de febrero    |
| NLW & Blinders                      | Hydra                                                        | 5 de marzo       |
| TV Noise                            | Des Right                                                    | 6 de marzo       |
| Jookidd                             | Just For The Summer                                          | 11 de marzo      |
| Julian Jordan                       | Love You Better (feat. Kimberly Fransens) (Guy Arthur Remix) | 12 de marzo      |
| Brooks                              | Say A Little Prayer (feat. Gia Koka)                         | 13 de marzo      |
| Julian Jordan                       | Destination                                                  | 19 de marzo      |
| Matisse & Sadko                     | Strings Again                                                | 20 de marzo      |
| Infuze                              | Hyperloop 2020                                               | 25 de marzo      |
| Loopers                             | Fire & Rain (feat. IYONA)                                    | 26 de marzo      |
| Martin Garrix                       | Drown (feat. Clinton Kane) (Matroda Remix)                   | 27 de marzo      |
| Dyro & Julian Calor                 | Warp Speed                                                   | 27 de marzo      |
| Seth Hills                          | Rush                                                         | 1 de abril       |
| Silque                              | Riot (feat. Dizze Rascal)                                    | 2 de abril       |
| Martin Garrix                       | Drown (feat. Clinton Kane) (Nicky Romero Remix)              | 3 de abril       |
| Sidney Samson & Killfake            | Your Way                                                     | 3 de abril       |
| DubVision                           | Into You                                                     | 3 de abril       |
| Chew Fu & Bootsy Collins            | JB's The Man (feat. Rev. Al Sharpton) (FRATTA Remix)         | 8 de abril       |
| Blinders                            | Side 2 Side (SWACQ Edit)                                     | 9 de abril       |
| Martin Garrix                       | Drown (feat. Clinton Kane) (Alle Farben Remix)               | 10 de abril      |
| Justin Mylo                         | Forever                                                      | 10 de abril      |
| Martin Garrix                       | Drown (feat. Clinton Kane) (The Subculture Remix)            | 17 de abril      |
| Florian Picasso & GRX               | Restart Your Heart                                           | 17 de abril      |
| Aspyer                              | Slash                                                        | 22 de abril      |
| Bart B More                         | Round & Round (feat. Alex Hosking)                           | 24 de abril      |
| Brooks & Julian Jordan              | Without You                                                  | 1 de mayo        |
| Bleu Clair                          | Need U                                                       | 6 de mayo        |
| Josh Charm & Gil Glaze              | Talk To Me                                                   | 7 de mayo        |
| DubVision                           | Take My Mind                                                 | 8 de mayo        |
| John Alto & TwoWorldsAppart         | Body Talk                                                    | 14 de mayo       |
| Seth Hills                          | Void                                                         | 14 de mayo       |
| Martin Garrix                       | Higher Ground (feat. John Martin)                            | 14 de mayo       |
| Osrin                               | Left To Try (feat. Wilhelm)                                  | 15 de mayo       |
| DJ DLG                              | Love                                                         | 20 de mayo       |
| Blinders                            | Right Behind                                                 | 21 de mayo       |
| Pontifexx, Düncan & Cammie Robinson | Rhythm In Me (feat. 2Strange)                                | 22 de mayo       |
| Silque                              | Watch It                                                     | 27 de mayo       |
| Bart B More                         | Runaway                                                      | 28 de mayo       |
| DubVision                           | Into You (Matvey Emerson Remix)                              | 29 de mayo       |
| The Subculture                      | Alive (feat. Nikki Ambers)                                   | 29 de mayo       |
| Kage                                | Mutation (feat. LexBlaze)                                    | 3 de junio       |
| Pontifexx, Düncan & Cammie Robinson | Rhythm In Me (feat. 2Strange) [Club Mix]                     | 4 de junio       |
| Seth Hills & AYOR                   | Instinct                                                     | 4 de junio       |
| Arno Cost & Norman Doray            | One Night                                                    | 5 de junio       |
| Jookidd                             | Change                                                       | 10 de junio      |
| Syn Cole                            | Rush                                                         | 12 de junio      |
| Dyro                                | Hella Dope                                                   | 12 de junio      |
| Josh Charm                          | Too Close For Comfort (Pontifexx & Different Stage Remix)    | 17 de junio      |
| Guy Arthur & Alessia Labate         | Stay                                                         | 18 de junio      |
| Julian Jordan                       | Nobody Knows (feat. Feldz)                                   | 19 de junio      |
| Seth Hills                          | Rewire                                                       | 24 de junio      |
| Mike Cervello & BeauDamian          | Outkast                                                      | 25 de junio      |
| DubVision                           | Sign                                                         | 26 de junio      |
| Infuze                              | With You                                                     | 1 de julio       |
| Blinders & Cesqeaux                 | Go Back (To The Oldschool)                                   | 2 de julio       |
| Matt Nash                           | Lose It All                                                  | 3 de julio       |
| Kage                                | Hit That                                                     | 8 de julio       |
| TV Noise                            | Don't Stop                                                   | 9 de julio       |
| Matisse & Sadko                     | Now or Never                                                 | 10 de julio      |
| Dyro                                | Bounce Back                                                  | 16 de julio      |
| Pontifexx & Bhaskar                 | Getting Old (feat. IRO)                                      | 17 de julio      |
| Bleu Clair & Ytram                  | Make You Mine (feat. RA)                                     | 17 de julio      |
| Julian Jordan                       | Nobody Knows (feat. Feldz) (Riggi & Piros Remix)             | 22 de julio      |
| Diskover & NUZB                     | So Fresh                                                     | 23 de julio      |
| Silque                              | Not Lovin' It (feat. Alex Hosking)                           | 24 de julio      |
| Loopers                             | Fire & Rain (feat. IYONA) (Citadelle Remix)                  | 29 de julio      |
| Guy Arthur                          | Get Money (feat. TITUS)                                      | 30 de julio      |
| Jay Hardway & Tom & Jame            | Run Baby Run (feat. JGUAR)                                   | 31 de julio      |
| Moksi                               | Tidalwave (feat. Adam McInnis)                               | 6 de agosto      |
| Zuffo & R.Braga                     | In Love                                                      | 7 de agosto      |
| Martin Garrix                       | Higher Ground (feat. John Martin) (Ferreck Dawn Remix)       | 7 de agosto      |
| Blinders                            | Sabotage                                                     | 13 de agosto     |
| CMC$ & Asher Angel                  | Nobody But You                                               | 14 de agosto     |
| Chemical Surf & Dual Channels       | WOW                                                          | 19 de agosto     |
| NØ SIGNE                            | Reddit                                                       | 20 de agosto     |
| BeauDamian                          | Follow Me                                                    | 26 de agosto     |
| Aspyer                              | Saving Grace (feat. Madison Rose)                            | 27 de agosto     |
| Justin Mylo                         | Still Around (feat. SMBDY)                                   | 28 de agosto     |
| 3LAU                                | Apocalyptic                                                  | 28 de agosto     |
| Martin Garrix                       | Higher Ground (feat. John Martin) (DubVision Remix)          | 31 de agosto     |
| Todd Helder                         | Feel Alive                                                   | 2 de septiembre  |
| Sikdope & Ibranovski                | Monster                                                      | 3 de septiembre  |
| Ytram & Elderbrook                  | Fire                                                         | 4 de septiembre  |
| Crime Zcene & NOTO                  | Mantra                                                       | 9 de septiembre  |
| Deniz Koyu & NØ SIGNE               | Flavours                                                     | 10 de septiembre |
| The Subculture                      | Move This Place                                              | 11 de septiembre |
| Julian Jordan                       | Badboy (feat. Titus)                                         | 11 de septiembre |
| MNNR                                | I Want                                                       | 16 de septiembre |
| Julian Calor                        | Moving Forward                                               | 17 de septiembre |
| DubVision                           | Like This                                                    | 18 de septiembre |
| Will K                              | Candy Pop                                                    | 24 de septiembre |
| Matt Nash                           | You're Not Alone                                             | 25 de septiembre |
| Infuze                              | Appropiate Measures                                          | 30 de septiembre |
| Cazzette                            | Push The Tempo                                               | 1 de octubre     |
| Matisse & Sadko                     | Sweet Life                                                   | 2 de octubre     |
| Josh Charm                          | Riot                                                         | 7 de octubre     |
| Zuffo & Cazt                        | Count On You                                                 | 8 de octubre     |
| Pontifexx & Riascode                | Horizon                                                      | 9 de octubre     |
| Rogerseventytwo                     | Artificial Love (feat. Abee)                                 | 15 de octubre    |
| Cazzette & Galluxy                  | Back & Forth                                                 | 16 de octubre    |
| Saint Punk                          | It's Alright (Not)                                           | 21 de octubre    |
| NUZB                                | Don't Talk                                                   | 22 de octubre    |
| Bart B More                         | Threesixty                                                   | 23 de octubre    |
| Guy Arthur & Alessia Labate         | Stay (Acoustic)                                              | 29 de octubre    |
| Aspyer                              | In My Soul                                                   | 30 de octubre    |
| NØ SIGNE                            | 10 Percent                                                   | 4 de noviembre   |
| Will K                              | Take It Off                                                  | 5 de noviembre   |
| Dubvision & Pontifexx               | Stand By You                                                 | 6 de noviembre   |
| Blinders                            | Motorsport                                                   | 12 de noviembre  |
| NUZB                                | No Rush                                                      | 12 de noviembre  |
| Julian Jordan                       | Boss                                                         | 13 de noviembre  |
| Ayor                                | Taken                                                        | 20 de noviembre  |
| Corey James & GVN                   | You                                                          | 25 de noviembre  |
| Aiobahn                             | Amnesia (feat. Rionos)                                       | 26 de noviembre  |
| Mesto & Justin Mylo                 | When We're Gone                                              | 27 de noviembre  |
| NUZB                                | Want Your Body                                               | 3 de diciembre   |
| KVSH, Diskover & LOthief            | So What (feat. Willa)                                        | 4 de diciembre   |
| Taska Black                         | Found Myself (feat. Tessa Dixson)                            | 4 de diciembre   |
| Matt Nash & VY•DA                   | Wasted Love (feat. Alessia Labate)                           | 4 de diciembre   |
| Josh Charm                          | Dance For Me                                                 | 9 de diciembre   |
| GTA & Will K                        | No Time                                                      | 11 de diciembre  |
| Ytram & Citadelle                   | Alive                                                        | 17 de diciembre  |
| Dubvision & Pontifexx               | Stand By You (Cat Dealers Remix)                             | 18 de diciembre  |
| Ayor                                | Chemicals                                                    | 29 de diciembre  |

#### 2021
| Artista                         | Título                                                          | Fecha            |
| ------------------------------- | --------------------------------------------------------------- | ---------------- |
| DubVision                       | Deeper                                                          | 8 de enero       |
| Mnnr                            | Can't Hurt Me Anymore                                           | 13 de enero      |
| Aspyer                          | Symphony                                                        | 14 de enero      |
| Ytram & Elderbrook              | Fire (Kaios Remix)                                              | 15 de enero      |
| Julian Jordan                   | Big Bad Bass                                                    | 15 de enero      |
| Nuzb                            | Nighttime                                                       | 20 de enero      |
| Pontifexx                       | Profondo                                                        | 22 de enero      |
| Taska Black                     | Found Myself (feat. Tessa Dixson) Live with String Quartet      | 27 de enero      |
| Body Ocean                      | Once The Music                                                  | 27 de enero      |
| Loopers                         | Greed                                                           | 28 de enero      |
| Osrin                           | Highway (feat. Wilhelm)                                         | 29 de enero      |
| Matt Nash                       | Midnight (feat. Lucas Marx)                                     | 29 de enero      |
| Thykier                         | Miss                                                            | 3 de febrero     |
| Bleu Clair & Ootoro             | Beat Like This                                                  | 4 de febrero     |
| Citadelle                       | Out Of My Mind                                                  | 5 de febrero     |
| Martin Garrix & Tove Lo         | Pressure                                                        | 5 de febrero     |
| Seth Hills & Vluarr             | Calling Out (feat. Lucas Ariel)                                 | 10 de febrero    |
| Matisse & Sadko                 | Meant To Be                                                     | 12 de febrero    |
| NUZB                            | Get It                                                          | 17 de febrero    |
| Silque & Little League          | Ferris Bueller                                                  | 19 de febrero    |
| Lodgerz                         | Like This                                                       | 24 de febrero    |
| Loopers                         | Morning Light (feat. Iyona)                                     | 25 de febrero    |
| Chemical Surf & Ghabe           | Sorry                                                           | 26 de febrero    |
| Leonardo Das Cabrio             | Infamous                                                        | 3 de marzo       |
| Carola & Gabzy                  | What They Want                                                  | 4 de marzo       |
| Julian Jordan & Guy Arthur      | Let Me Be The One                                               | 5 de marzo       |
| Blinders                        | Mind of Mine                                                    | 11 de marzo      |
| Kvsh & Schillist                | Sicko Drop                                                      | 12 de marzo      |
| Bart B More                     | Libre                                                           | 17 de marzo      |
| Nuzb & Malarkey                 | Miss Me                                                         | 18 de marzo      |
| Pontifexx, Audax & Chris Willis | You Are The One                                                 | 19 de marzo      |
| Mesto & Justin Mylo             | When We're Gone (Stef Classens Acoustic Version)                | 24 de marzo      |
| Loopers & Shairox               | Duality                                                         | 25 de marzo      |
| Florian Picasso                 | Get Away                                                        | 26 de marzo      |
| Cazztek                         | Feet So Hot                                                     | 1 de abril       |
| Matt Nash & Mojjo               | Kryptonite (feat. Lucas Ariel)                                  | 2 de abril       |
| Seth Hills                      | Solitude (feat. Minu)                                           | 8 de abril       |
| Justin Mylo                     | I Remember (feat. Strngrs)                                      | 9 de abril       |
| AREA21                          | La La La                                                        | 9 de abril       |
| Silque                          | Dial Tone                                                       | 14 de abril      |
| Aiobahn & Mick Mazoo            | Never Go Back                                                   | 15 de abril      |
| Julian Jordan & Will K          | The Box                                                         | 16 de abril      |
| Aspyer                          | Too Close To Heaven                                             | 21 de abril      |
| Loopers                         | No Lover (feat. Iyona)                                          | 22 de abril      |
| Swacq                           | Pursuit                                                         | 23 de abril      |
| Janee                           | Can't Let You Go                                                | 29 de abril      |
| Matisse & Sadko                 | Heal Me (feat. Alex Aris)                                       | 30 de abril      |
| Matt Nash                       | Ready Or Not (feat. Nikki Ambers)                               | 7 de mayo        |
| Martin Garrix                   | We Are The People (feat. Bono & The Edge)                       | 14 de mayo       |
| DubVision & Deep Vice           | Bad Blood                                                       | 21 de mayo       |
| AREA21                          | Pogo                                                            | 21 de mayo       |
| Drove                           | Peace of Mind                                                   | 28 de mayo       |
| Ootoro                          | Breaking away                                                   | 4 de junio       |
| Aspyer                          | The Rest Of Your Life                                           | 11 de junio      |
| Matt Nash                       | Losing My Mind                                                  | 18 de junio      |
| AREA21                          | Mona Lisa                                                       | 18 de junio      |
| Martin Garrix                   | We Are The People (feat. Bono & The Edge) (Martin Garrix Remix) | 18 de junio      |
| Josh Charm & Fergo              | U Got Me                                                        | 25 de junio      |
| Bart B More & Carola            | The Beat Drops                                                  | 2 de julio       |
| Julian Jordan                   | Drop The Top                                                    | 2 de julio       |
| Silque                          | Dial Tone (Scott Rill Remix)                                    | 9 de julio       |
| Matt Nash                       | Now Or Never                                                    | 9 de julio       |
| Curbi                           | Seeing Is Believing                                             | 9 de julio       |
| Malarkey                        | Top Floor                                                       | 16 de julio      |
| Kvsh & Schillist                | Sicko Drop (Majestic Remix)                                     | 23 de julio      |
| AREA21                          | La La La (Drove Remix)                                          | 23 de julio      |
| Mahalo & Josh Charm             | Missing You (feat. Guillaume Gordon)                            | 23 de julio      |
| Julian Jordan                   | Hyper                                                           | 23 de julio      |
| Bart B More                     | Never Let It Go                                                 | 30 de julio      |
| Janee & Faith                   | Mistakes                                                        | 30 de julio      |
| Syn Cole                        | Wicked (feat. Jojee)                                            | 6 de agosto      |
| DubVision                       | I Don't Wanna Know                                              | 6 de agosto      |
| Martin Garrix                   | Love Runs Out (feat. G-Eazy & Sasha Sloan)                      | 6 de agosto      |
| Rogerseventytwo                 | Go Back                                                         | 20 de agosto     |
| Pontifexx & Ueré Romano         | I Can't Lose This Time                                          | 20 de agosto     |
| Shy Baboon & Maejor             | All We Got                                                      | 20 de agosto     |
| Schillist & Silque              | I'm A Mess (feat. Dinho Terres                                  | 27 de agosto     |
| Aspyer & Matluck                | Somebody To Hold                                                | 27 de agosto     |
| AREA21                          | Lovin' Every Minute                                             | 27 de agosto     |
| Bart B More                     | Missing U                                                       | 10 de septiembre |
| Justin Mylo                     | Pillow Fighting                                                 | 10 de septiembre |
| Shy Baboon                      | I Told You                                                      | 17 de septiembre |
| AREA21                          | Followers                                                       | 17 de septiembre |
| Rogerseventytwo                 | Overboard                                                       | 24 de septiembre |
| The Him                         | Better Days (feat. Koolkid)                                     | 24 de septiembre |

## Pódcast

### STMPD Radio
El 23 de junio fue anunciado por Garrix a través de sus redes sociales el programa radiofónico "STMPD Radio", el cual fue estrenado al día siguiente con Steve James de invitado. Fue transmitido a través del "Beats 1" de Apple. También puedes descargarlo a través de MixCloud con el nombre "STMPD Radio"
| Año  | Artista invitado | Número | Fecha           |
| ---- | ---------------- | ------ | --------------- |
| 2016 | Steve James      | EP.1   | 24 de junio     |
| 2016 | LIØNE            | EP.2   | 8 de julio      |
| 2016 | Snavs            | EP.3   | 23 de julio     |
| 2016 | Justin Mylo      | EP.4   | 6 de agosto     |
| 2016 | Loopers          | EP.5   | 19 de agosto    |
| 2016 | CMC$             | EP.6   | 2 de septiembre |

### STMPD RCRDS Radio
| Año  | Artista invitado               | Número | Fecha           |
| ---- | ------------------------------ | ------ | --------------- |
| 2019 | Julian Jordan                  | 001    | 5 de septiembre |
| 2019 | Bart B More                    | 002    | 3 de octubre    |
| 2019 | Writting Camp (Special)        | 003    | 31 de octubre   |
| 2019 | Seth Hills                     | 004    | 4 de diciembre  |
| 2020 | Eauxmar                        | 005    | 2 de enero      |
| 2020 | Todd Helder                    | 006    | 5 de febrero    |
| 2020 | TV Noise                       | 007    | 4 de marzo      |
| 2020 | DubVision                      | 008    | 2 de abril      |
| 2020 | Josh Charm                     | 009    | 30 de abril     |
| 2020 | Pontifexx                      | 010    | 4 de junio      |
| 2020 | Dyro                           | 011    | 2 de julio      |
| 2020 | Matt Nash                      | 012    | 6 de agosto     |
| 2020 | Justin Mylo                    | 013    | 3 de septiembre |
| 2020 | Matisse & Sadko                | 014    | 1 de octubre    |
| 2020 | Blinders                       | 015    | 5 de noviembre  |
| 2020 | NUZB                           | 016    | 3 de diciembre  |
| 2021 | STMPD RCRDS Roaster (Especial) | 017    | 7 de enero      |
| 2021 | Aspyer                         | 018    | 4 de febrero    |
| 2021 | Will K                         | 019    | 4 de marzo      |
| 2021 | Martin Garrix                  | 020    | 1 de abril      |
| 2021 | Silque                         | 021    | 6 de mayo       |
| 2021 | Drove                          | 022    | 3 de junio      |
| 2021 | KVSH                           | 023    | 1 de julio      |
| 2021 | Infuze                         | 024    | 5 de agosto     |
| 2021 | Matt Nash                      | 025    | 2 de septiembre |
| 2021 | RetroVision                    | 026    | 7 de octubre    |